# Clan Charteris
Il Clan Charteris è un clan scozzese.

## Storia

### Origini del nome
L'origine del nome deriva dalla città di Chartres in Francia.

### Origini del clan
William, un figlio del Lord Chartres, si dice che arrivasse con la conquista normanna dell'Inghilterra. Il figlio o il nipote di William arrivò in Scozia, al seguito di Davide I di Scozia. Uno dei primi riferimento al nome si trova in una carta del 1174 a Kelso Abbey. In questa carta il nome appare scritto in latino, come de Carnoto.
Una carta del 1266 dà prova di quattro generazioni di Charterises:. Robert de Carnoto, un cavaliere che si dice fosse il figlio di Thomas, che era il figlio di un altro Thomas, che era il figlio di Walther. Nel 1280 Sir Thomas de Charteris fu nominato Lord cancelliere di Scozia da Alessandro III di Scozia.

### Guerre di indipendenza scozzese
Nel 1296 Andrew de Charteris rese omaggio a Edoardo I d'Inghilterra e appare sul Ragman Rolls Tuttavia ben presto prese parte alla lotta per l'indipendenza scozzese e di conseguenza i suoi possedimenti furono confiscati da John Balliol. Il figlio di Andrew, William Charteris, era un sostenitore di Robert Bruce ed era con Bruce quando Comyn è stato ucciso a Dumfries nel 1306. Sir Thomas Charteris era un sostenitore fedele della Corona scozzese ed è stato nominato ambasciatore in Inghilterra. È stato nominato Lord cancelliere di Scozia nel 1342 da Davide II di Scozia ed è stato ucciso nella battaglia di Durham nel 1346.

### XVI secolo
Nel 1526 nacque una faida con il Clan Kirkpatrick. Nel marzo 1526 venne registrato, a Pitcairn, un processo penale di John Charteris di Amisfield, insieme a suo fratello e due figli, quando venne accusato dell'omicidio di Roger Kilpatrick, figlio di Alexander Kilpatrick.
Nel 1530 sorse una disputa importante, quando Sir Robert Charteris, ha combattuto una duello con Sir James Douglas di Drumlanrig. Il re osservò che il duello è stato combattuto con tanta furia che la spada di Charteris si ruppe.
Un altro ramo del clan sono stati i Charterises di Kinfauns che ha contestato la "sovranità" dei loro cugini di Dumfriesshire. I Charterises di Kinfauns si dice che abbia ricevuto le loro terre come ricompensa per il sostegno a Robert Bruce contro gli inglesi. Tuttavia il Clan Ruthven contestò spesso l'autorità dei Charterises. Nel 1544 Patrick, Lord Ruthven, è stato eletto Preposito di Perth, ma all'intervento del Cardinale Beaton, Ruthven fu privato della carica, che venne data a Charteris di Kinfauns. La città ha rifiutato di riconoscere Charteris e sbarrò le porte contro di lui. Charteris insieme a Lord Gray e il Clan Leslie poi attaccò la città, ma furono respinti dai Ruthvens. Come risultato Ruthven rimase Preposito di Perth fino al 1584 quando William Ruthven, conte di Gowrie, gli successe. John Charteris era stato ucciso dal l'erede del conte a Edinburgh High Street nel 1552.

### XVII secolo e la guerra civile
Sir John Charteris di Amsfield è stato nominato uno dei commissari del Parlamento per confermare il trattato di Ripon nel 1641. John sostenne l'Alleanza Nazionale, ma non si alzò contro il re. Il risultato fu imprigionato a Edimburgo nel 1643. Poi si unì alle forze di James Graham, I marchese di Montrose e fu con le forze reali quando sono stati sorpresi nella battaglia di Philiphaugh nel settembre 1645. Il fratello di John, il capitano Alexander Charteris era uno dello staff di Montrose ed era con lui nella sua campagna sfortunata a Caithness nel 1650. Alexander Charteris fu catturato con Montrose e furono giustiziati il 21 giugno 1650. Le proprietà di famiglia poi passarono a Thomas Hogg, che in seguito assunse il nome di Charteris.

### XVIII e XIX secolo
Il colonnello Francis Charteris, che era il rappresentante maschile della famiglia, ha acquistato terreni nei pressi di Haddington. Ha lasciato una figlia unica, Janet, che sposò il conte di Wemyss. Il loro secondo figlio era Francis Wemyss che in seguito assunse il nome di Charteris. I Charteris possedettero delle tenute vicino a Haddington, che da allora sono stati venduti, anche se Gosford House è ancora la sede del conte di Wemyss e March.

## Capo
Clan Capo: 13º conte di Wemyss e il 9º conte di March, che è anche visconte di Peebles, Lord Wemyss di Elcho, Lord Elcho e Methel, Lord Douglas di Neidpath, Lyne e Munard, Barone Wemyss, Barone Douglas di Amesbury.